# Epoicocladius seiryuopeus
Epoicocladius seiryuopeus är en tvåvingeart som beskrevs av Sasa, Suzuki och Sakai 1998. Epoicocladius seiryuopeus ingår i släktet Epoicocladius och familjen fjädermyggor. Inga underarter finns listade i Catalogue of Life.